# Irshad Manji
Irshad Manji (Uganda, 1968) è una giornalista e scrittrice canadese.

## Biografia
Irshad Manji nasce in Uganda nel 1968 da una famiglia di origini indiane (più precisamente del Gujarat) ed egiziane. A seguito del decreto di espulsione promulgato dal dittatore Idi Amin Dada nel 1972 nei confronti della comunità indiana residente nel paese, si trova costretta, all'età di quattro anni, a trasferirsi con la famiglia in Canada, crescendo nei pressi di Richmond (nella Columbia Britannica).
Laureata all'Università della Columbia Britannica, è stata consulente legislativo di un parlamentare ed ha collaborato con quotidiani e televisioni canadesi.
Di religione musulmana, è omosessuale e militante del movimento gay, nonché assai nota per la sua lotta per l'emancipazione economica delle donne.
Nel 2004 ha scritto il libro Quando abbiamo smesso di pensare, una veemente critica "dall'interno" del conservatorismo dell'Islam tradizionale.

## Opinioni
Manji critica in modo acceso alcune pratiche dell'Islam, soprattutto i maltrattamenti inflitti alle donne. Lei non indossa copricapi né, tanto meno, il chador. Critica, inoltre, la condotta dei palestinesi e le opinioni della gran parte dei musulmani su Israele.
Nel marzo 2006 ha firmato insieme ad altri intellettuali liberali come Salman Rushdie, Ayaan Hirsi Ali e Taslima Nasreen, il Manifesto dei dodici: Insieme contro il nuovo totalitarismo, pubblicato per rispondere ai violentissimi attacchi alla libertà di stampa seguiti alla pubblicazione delle caricature di Maometto sul Jyllands-Posten, poi ripubblicate su giornali di diversi paesi.
Manji rimette in discussione un gran numero di interpretazioni storiche del Corano e promuove l'Itjtihad, la tradizione musulmana di un pensiero indipendente.

## Pubblicazioni
In italiano
- Quando abbiamo smesso di pensare?, Guanda, 2004. ISBN 9788882467630

In inglese
- Risking Utopia: On the edge of a new democracy, 1997, ISBN 1-55054-434-9
- The Trouble With Islam: A Wake-up Call For Honesty and Change[5] First edition, Random House Canada - Sept 16, 2003 ISBN 0-679-31250-1
- The Trouble with Islam Today, 2004, ISBN 1-84018-837-5
  - Irshad Manji and Ayaan Hirsi Ali appearance at the 92nd Street Y on The Trouble with Islam, audiobooks, 2006. ISBN 0-312-32699-8
- The Trouble with Islam Today: A Muslim's Call for Reform in Her Faith, 2005, ISBN 0-312-32700-5
- Allah, Liberty and Love: The Courage to Reconcile Faith and Freedom[6] First edition, Free Press - June 2011. ISBN 1451645201 - ISBN 9781451645200